# 島根県立横田高等学校
島根県立横田高等学校（しまねけんりつよこたこうとうがっこう、英語：yokota high school）は、島根県仁多郡奥出雲町に所在する公立の高等学校。男女ホッケー部が全国大会の常連校として活躍が知られている。高校の略称は横高（よここう）。

## 設置学科
- 普通科（総合コース）
- 普通科（進学コース）

## 沿革
- 1919年 - 仁多郡立農学校として創立
- 1948年 - 学制改革により島根県立横田高等学校となる

## 校訓
- 凛凛しく 毅く 逞しく

## 教育目標
- 耕心培学

## 部活動
- 体育系
  - 剣道部
  - 男子ホッケー部 -全国タイトル計15回（インターハイ5回・国体5回・全国高校選抜5回）
  - 女子ホッケー部 -全国タイトル計8回（インターハイ1回・国体4回・全国高校選抜3回）
  - 女子バレーボール部
  - 男子ソフトテニス部　
  - 陸上部
  - 弓道部

- 文化系
  - 吹奏楽部
  - 美術部
  - 演劇・放送部　(2019年全国大会出場)
  - 写真部
  - 茶道部
  - 華道部

## 著名な出身者
- 藤原辰史 - 農業史研究者、京都大学人文科学研究所准教授
- 藤原正路 - 実業家、京都大学文学部卒、株式会社ビットポイントジャパン 執行役員